# بمیجی (مینه‌سوتا)
بمیجی  (به انگلیسی: Bemidji) شهری در شهرستان بلترامی ایالت مینه‌سوتا در کشور ایالات متحده آمریکا است که جمعیت آن در سرشماری سال ۲۰۱۰ میلادی، ۱۳۴۳۱ نفر بوده‌است.

## نگارخانه

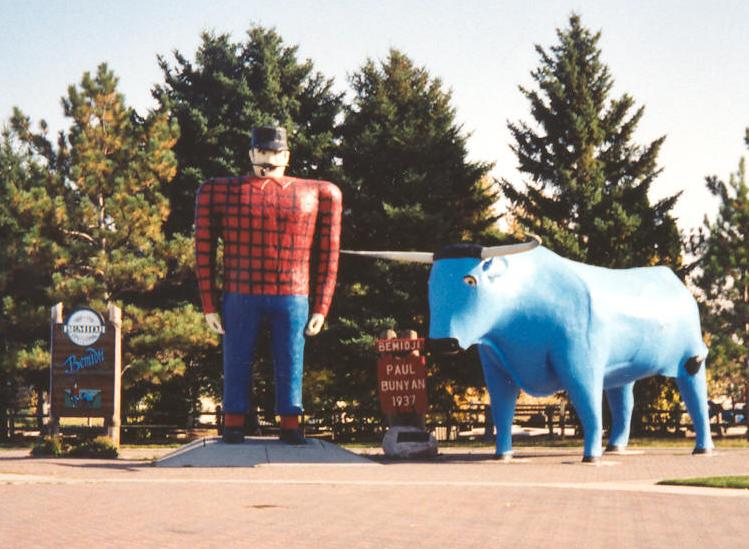
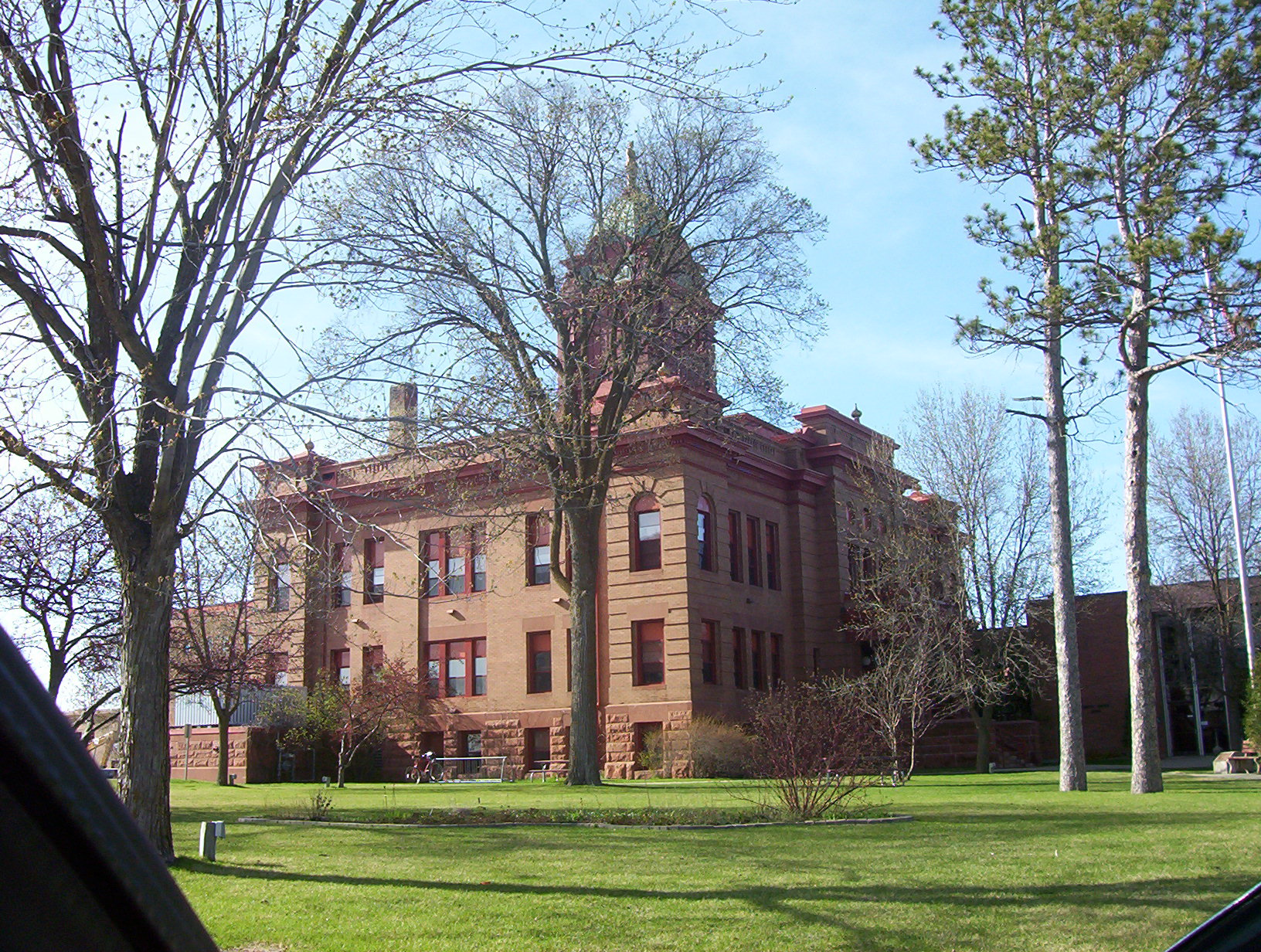
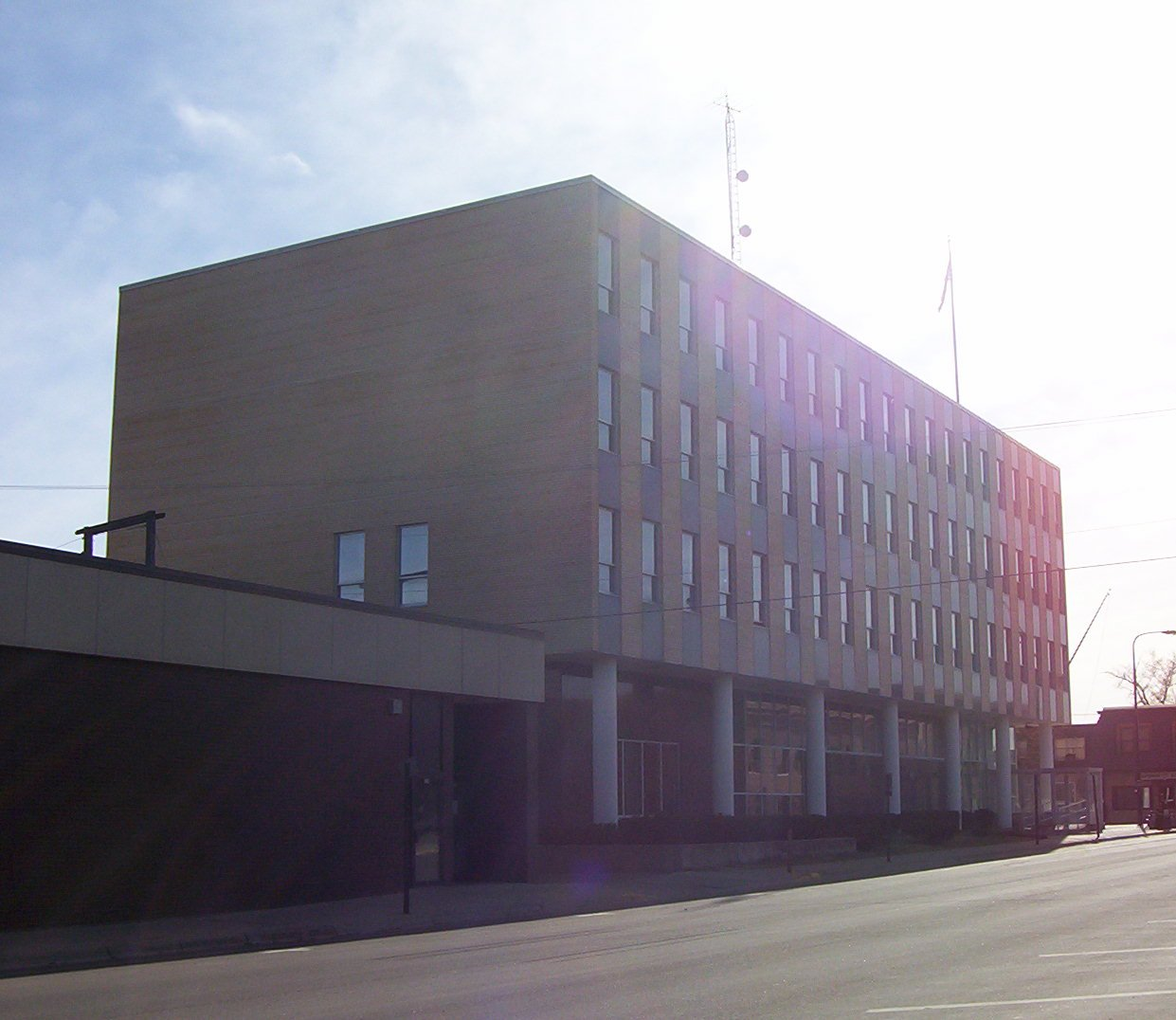
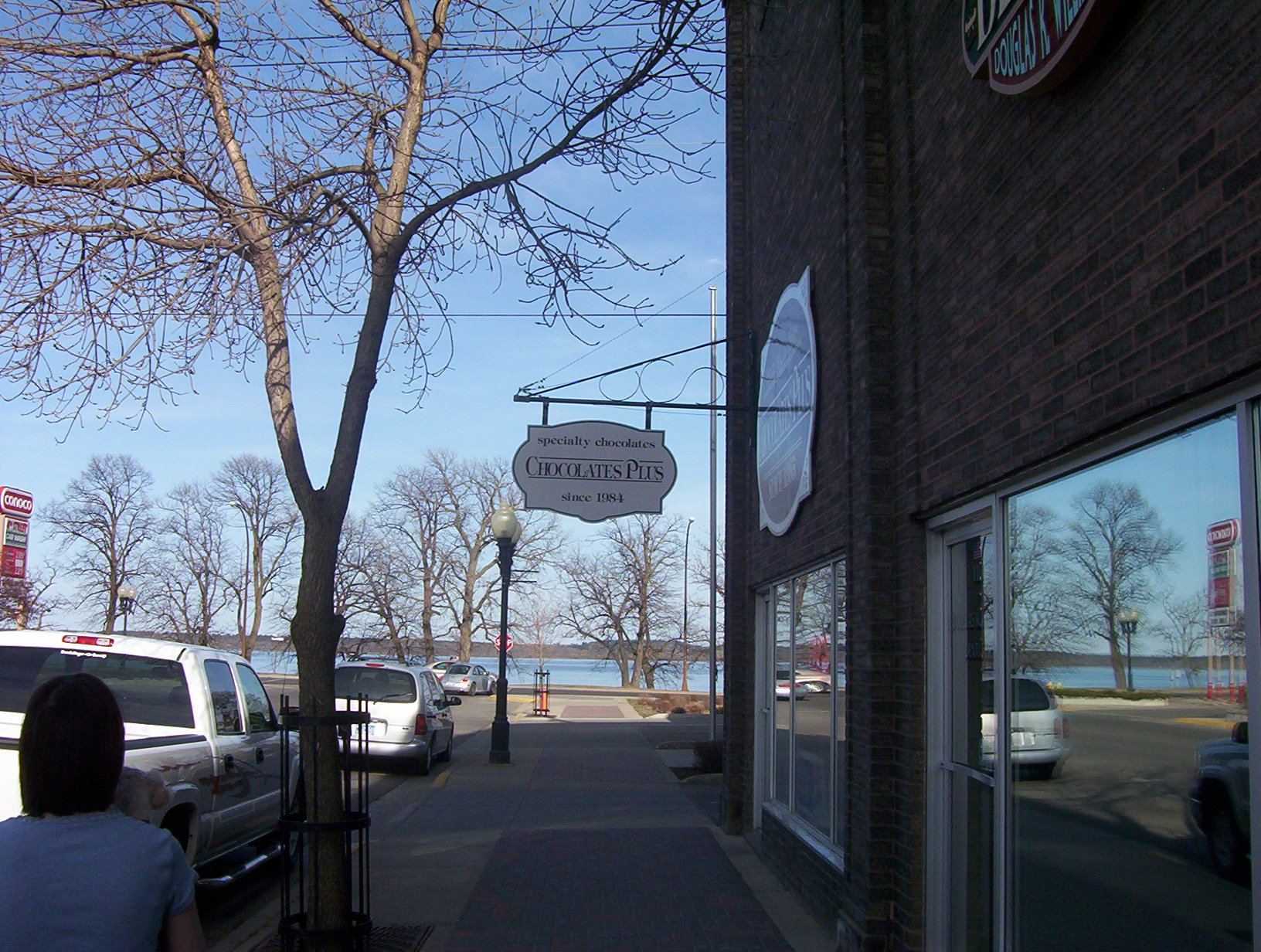
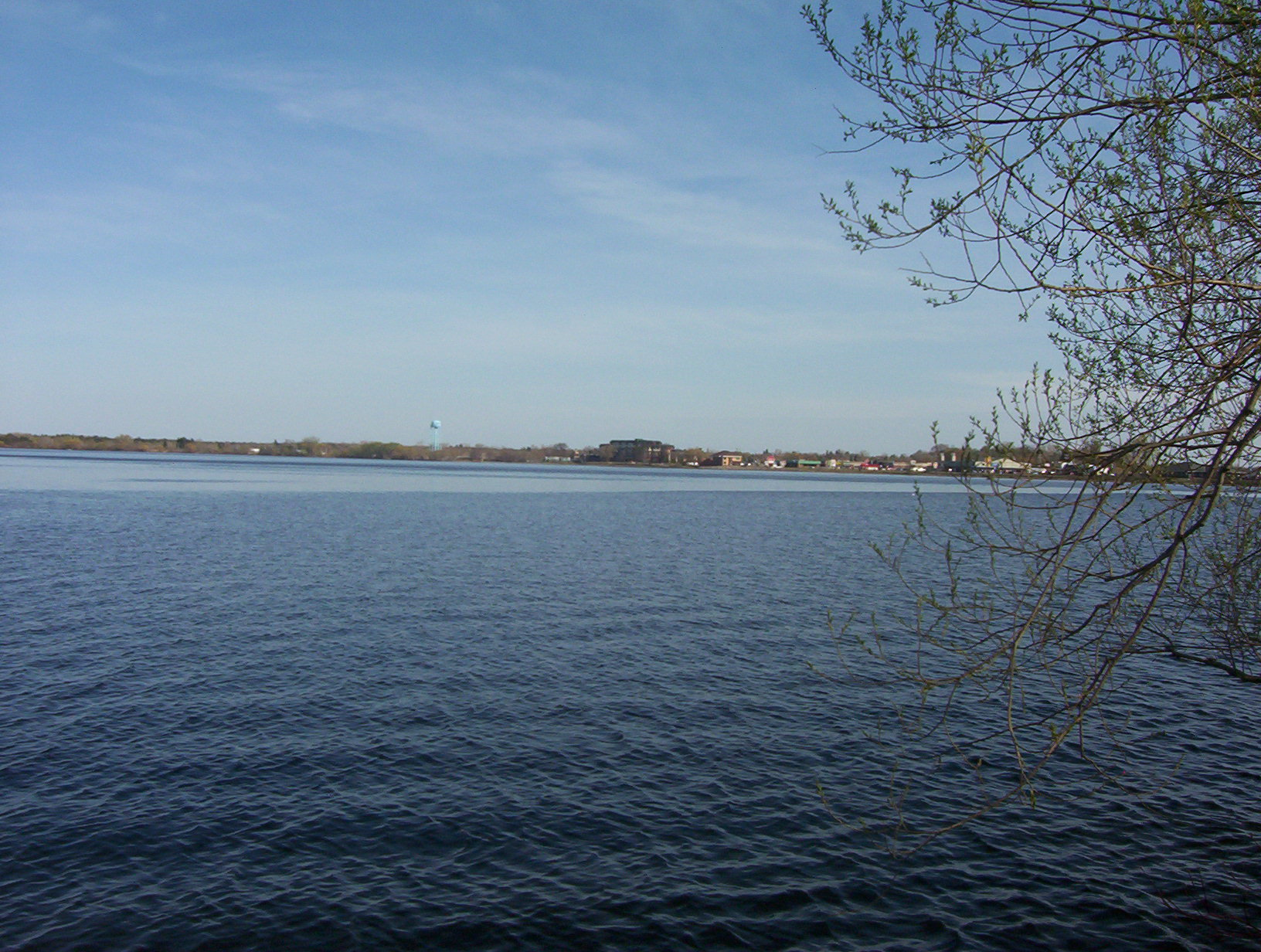
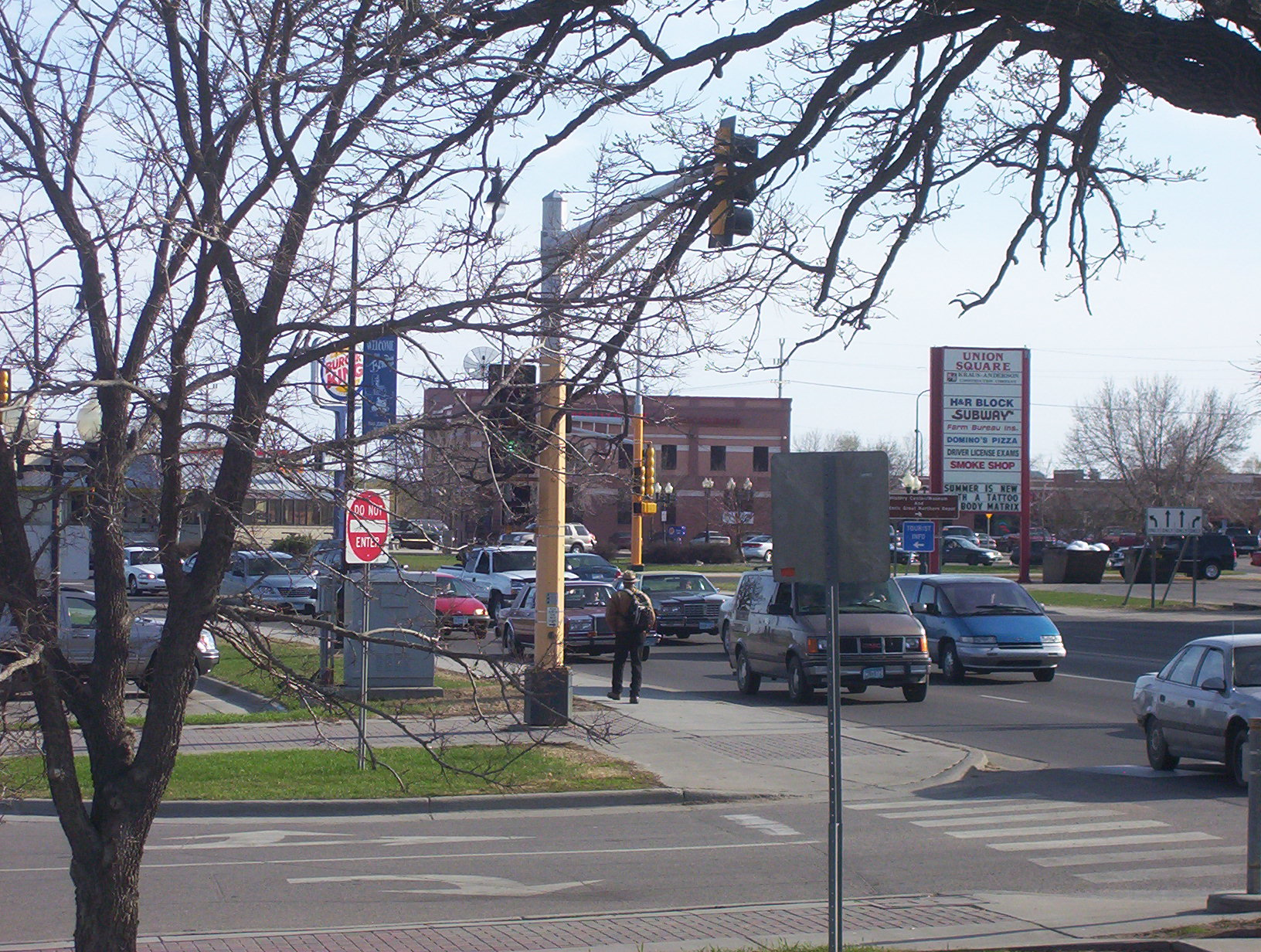
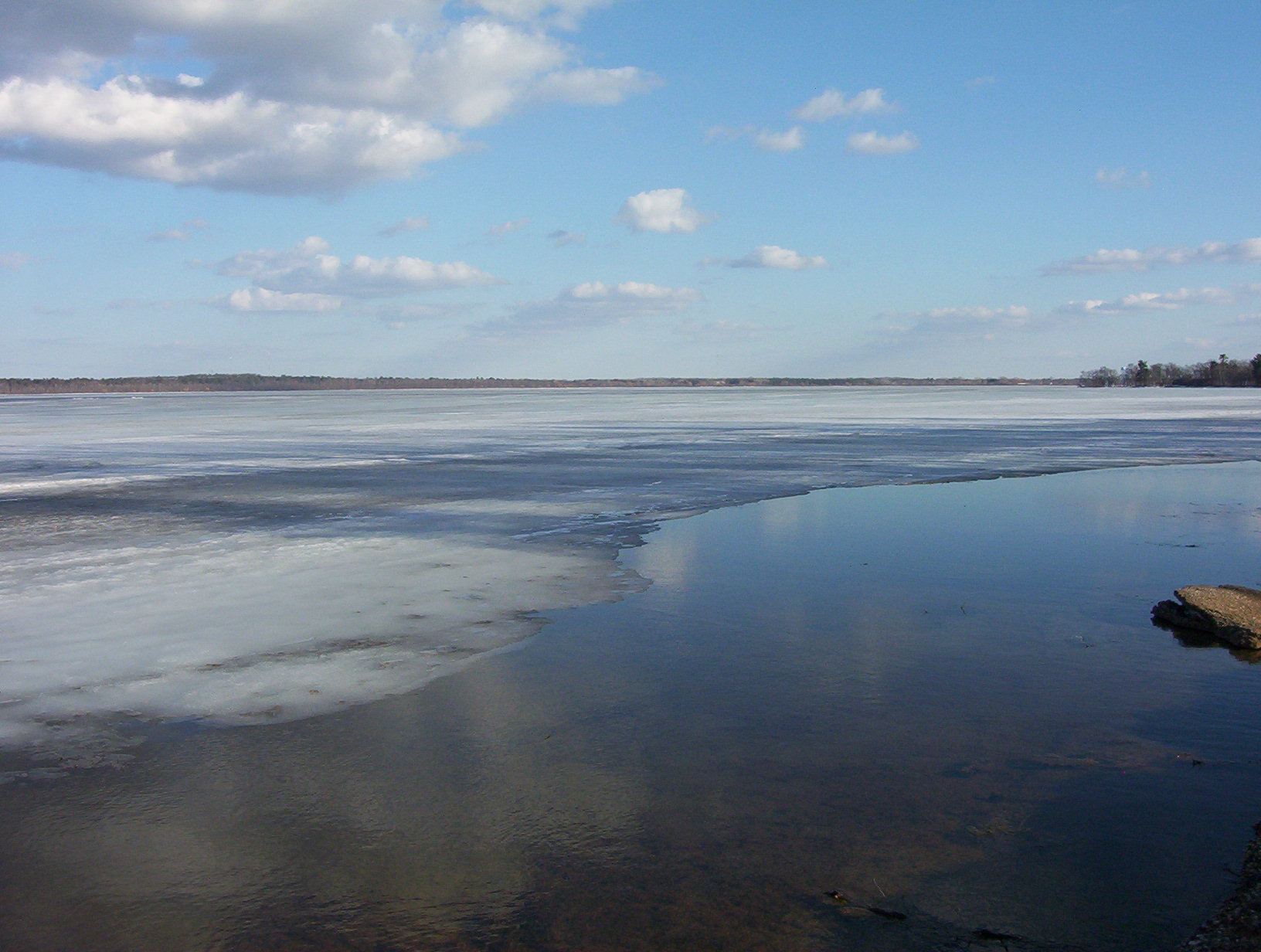
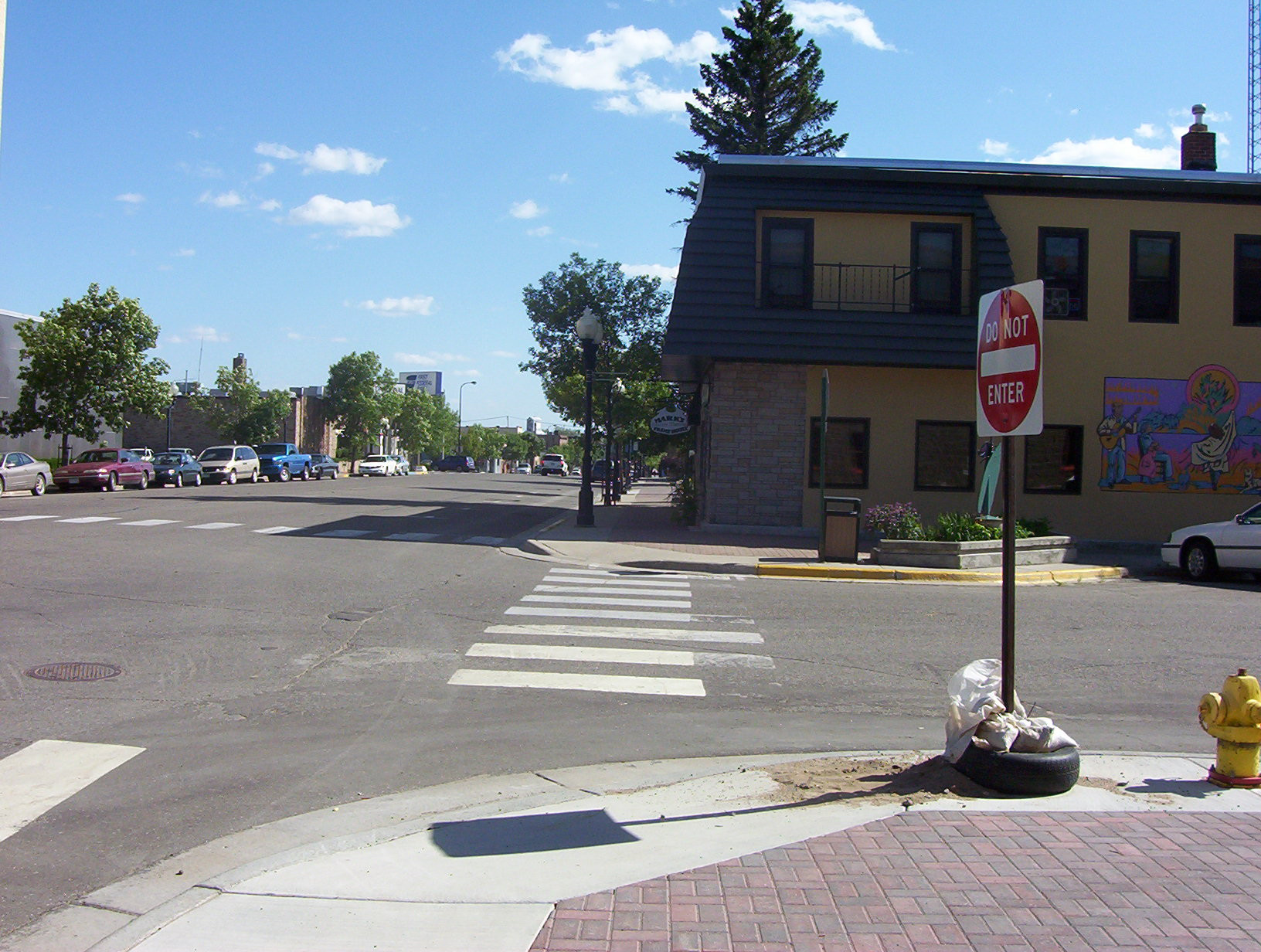
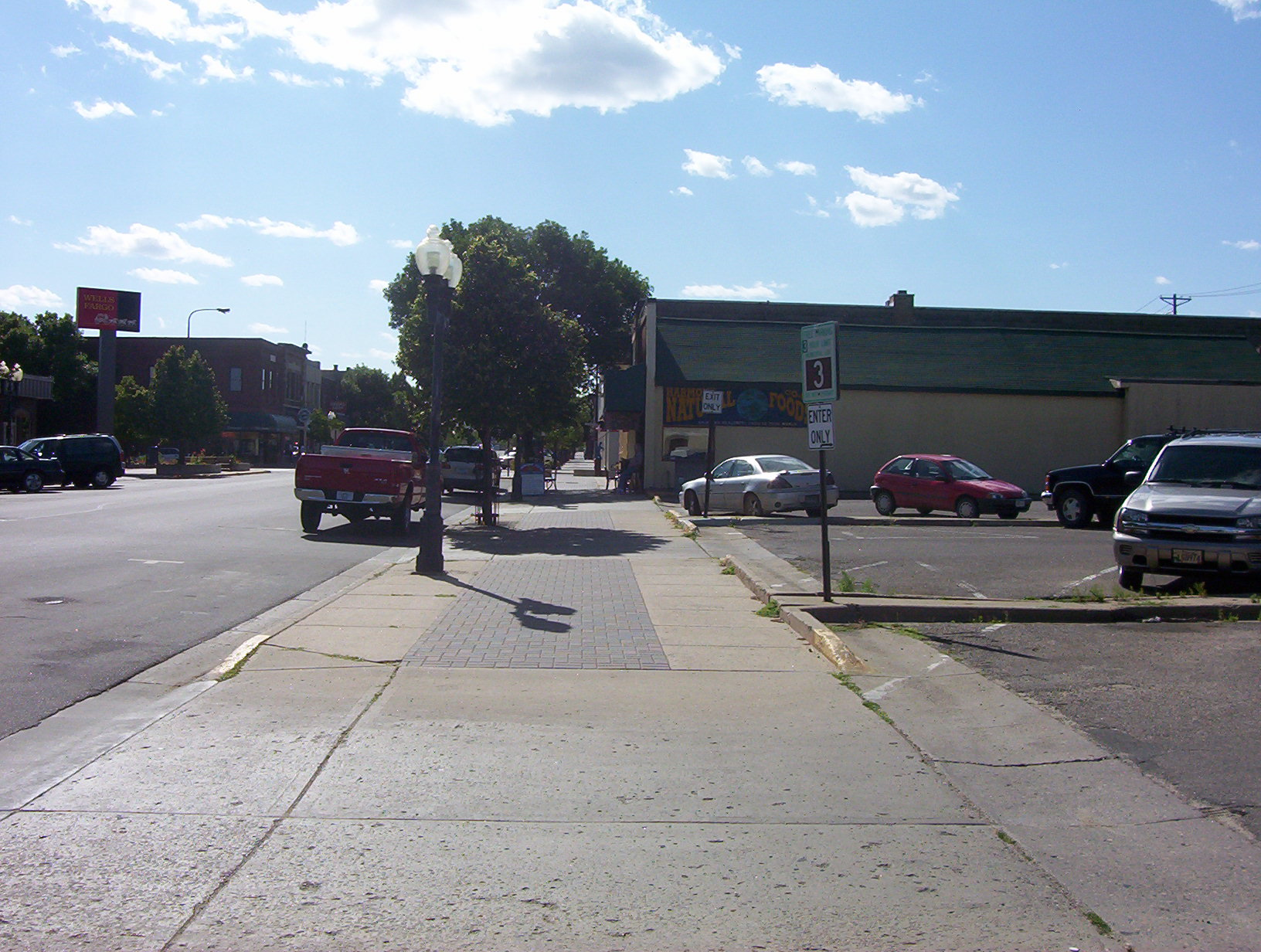
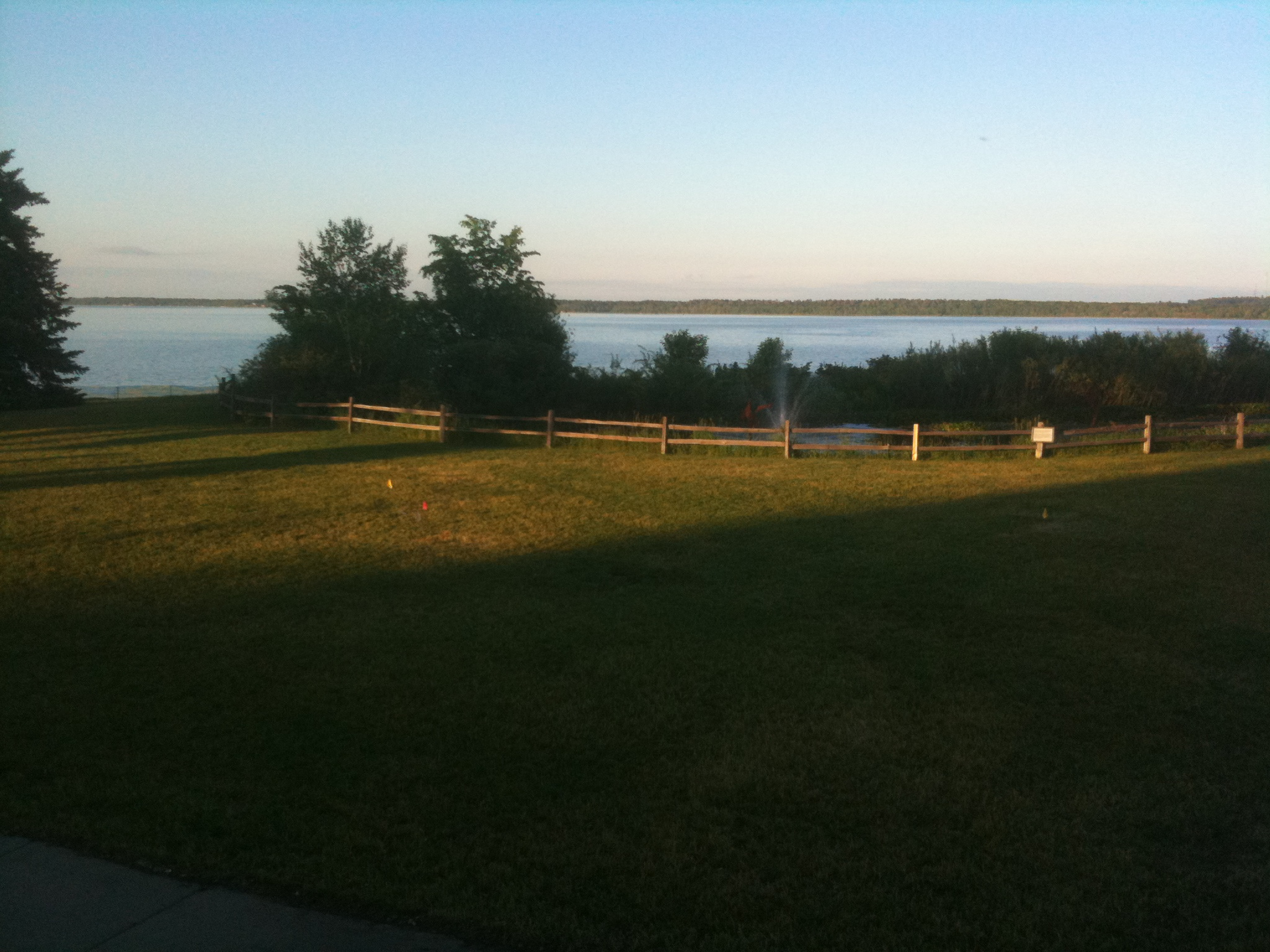